# Сен-Мартен-ан-Кампань
Сен-Марте́н-ан-Кампа́нь (фр. Saint-Martin-en-Campagne) — колишній муніципалітет у Франції, у регіоні Нормандія, департамент Приморська Сена. Населення — 1277 осіб (2011).
Муніципалітет був розташований на відстані близько 150 км на північний захід від Парижа, 60 км на північ від Руана.

## Історія
До 2015 року муніципалітет перебував у складі регіону Верхня Нормандія. Від 1 січня 2016 року належав до нового об'єднаного регіону Нормандія.
1 січня 2016 року Сен-Мартен-ан-Кампань, Ассіньї, Окменій, Бельвіль-сюр-Мер, Берневаль-ле-Гран, Бівіль-сюр-Мер, Бракмон, Бренвіль, Дершиньї, Глікур, Гушопр, Грені, Гільмекур, Ентравіль, Панлі, Сен-Кантен-о-Боск, Токвіль-сюр-Е i Турвіль-ла-Шапель було об'єднано в новий муніципалітет Петі-Ко.

## Демографія
Динаміка населення (INSEE ):
Розподіл населення за віком та статтю (2006):
| Стать | Всього | До 15 років | 15-24 | 25-44 | 45-64 | 65-85 | Понад 85 |
| --- | ------ | ----------- | ----- | ----- | ----- | ----- | -------- |
| Чоловіки | 633    | 113         | 82    | 195   | 184   | 55    | 4        |
| Жінки | 616    | 148         | 74    | 156   | 159   | 59    | 20       |
| \| Статево-вікова піраміда \| Статево-вікова піраміда \| Статево-вікова піраміда \| \| ----------------------- \| ----------------------- \| ----------------------- \| \| Чоловіки \| Вік \| Жінки \| \| 4 \| 85 + \| 20 \| \| 12 \| 80-84 \| 8 \| \| 8 \| 75-79 \| 16 \| \| 16 \| 70-74 \| 12 \| \| 19 \| 65-69 \| 23 \| \| 55 \| 60-64 \| 19 \| \| 39 \| 55-59 \| 55 \| \| 39 \| 50-54 \| 23 \| \| 51 \| 45-49 \| 62 \| \| 43 \| 40-44 \| 39 \| \| 74 \| 35-39 \| 70 \| \| 35 \| 30-34 \| 35 \| \| 43 \| 25-29 \| 12 \| \| 31 \| 20-24 \| 31 \| \| 51 \| 15-20 \| 43 \| \| 47 \| 10-14 \| 39 \| \| 39 \| 5-9 \| 78 \| \| 27 \| 0-4 \| 31 \| |        |             |       |       |       |       |          |
| Статево-вікова піраміда |        |             |       |       |       |       |          |
| Чоловіки | Вік    | Жінки       |       |       |       |       |          |
| 4 | 85 +   | 20          |       |       |       |       |          |
| 12 | 80-84  | 8           |       |       |       |       |          |
| 8 | 75-79  | 16          |       |       |       |       |          |
| 16 | 70-74  | 12          |       |       |       |       |          |
| 19 | 65-69  | 23          |       |       |       |       |          |
| 55 | 60-64  | 19          |       |       |       |       |          |
| 39 | 55-59  | 55          |       |       |       |       |          |
| 39 | 50-54  | 23          |       |       |       |       |          |
| 51 | 45-49  | 62          |       |       |       |       |          |
| 43 | 40-44  | 39          |       |       |       |       |          |
| 74 | 35-39  | 70          |       |       |       |       |          |
| 35 | 30-34  | 35          |       |       |       |       |          |
| 43 | 25-29  | 12          |       |       |       |       |          |
| 31 | 20-24  | 31          |       |       |       |       |          |
| 51 | 15-20  | 43          |       |       |       |       |          |
| 47 | 10-14  | 39          |       |       |       |       |          |
| 39 | 5-9    | 78          |       |       |       |       |          |
| 27 | 0-4    | 31          |       |       |       |       |          |

## Економіка
2010 року серед 846 осіб працездатного віку (15—64 років) 619 були активними, 227 — неактивними (показник активності 73,2%, у 1999 році було 71,7%). З 619 активних мешканців працювало 550 осіб (291 чоловік та 259 жінок), безробітними було 69 (29 чоловіків та 40 жінок). Серед 227 неактивних 73 особи були учнями чи студентами, 87 — пенсіонерами, 67 були неактивними з інших причин.

У 2010 році в муніципалітеті числилось 477 оподаткованих домогосподарств, у яких проживали 1247,5 особи, медіана доходів виносила 18 840 євро на одного особоспоживача